# Акация изогнутая
Ака́ция изогнутая (лат. Acacia adunca) — вид кустарников или небольших деревьев из рода Акация (Acacia) семейства Бобовые (Fabaceae), распространённый в Австралии.

## Распространение и экология
В природе ареал вида охватывает Новый Южный Уэльс.

## Ботаническое описание
Кустарник высотой 0,9—1,8 (до 6) м, раскидистый, со стволом несколько выступающим над поверхностью почвы. Ветви диаметром редко более 2,5 см, сероватые в молодом возрасте, голые. Побеги отходят под острым углом.
Листья дважды парноперистые, часто все или частично замененные филлодиями; последние линейные, суживающиеся к основанию, несколько округлые к верхушке и часто оканчивающиеся узкой согнутой верхушкой, с одной жилкой, длиной 10—12 см, шириной до 7,5 мм; дважды парноперистые листья с 2—3 парами ветвей коротко опушенного стержня, каждая ветвь которого несет по 5—8 пар эллиптических листочков, длиной 8—11 мм, шириной 3—5 мм. Прицветники округлые, кверху расширяющиеся в виде диска, покрытые волосками.
Соцветие — кисть, состоящая из 8—14 шаровидных головок диаметром 7—8 мм, на цветоножках длиной 3—5 мм; в каждой головке по 20 и более цветков. Чашечка из 5 широких туповатых светло-желтых чашелистиков, наполовину короче лепестков; лепестки до половины сросшиеся, лопатовидные, закруглённо суживающиеся в верхней части и на верхушке покрытые волосками. Тычинок много, с длинными нитями и светло-жёлтыми пыльниками; столбик нитевидный, толстый, выступает над тычинками.
Бобы саблевидные, длиной 5—7,5 см, шириной 6—7,5 мм, суженные между семенами и у концов, с 6—11 семенами. Семена узко овальные, чёрные; семяножка ковшеобразная, охватывает не более 1/4 семени.

## Таксономия
Вид Акация изогнутая входит в род Акация (Acacia) трибы Acacieae подсемейства Мимозовые (Mimosoideae) семейства Бобовые (Fabaceae) порядка Бобовоцветные (Fabales).
|  |                                      |  |                                                             |                                                             |                   |  | ещё 3 семейства (согласно Системе APG II) | ещё 3 семейства (согласно Системе APG II)    |                                              |  |  |  | ещё около 80 родов   | ещё около 80 родов   |  |  |
|  |                                      |  |                                                             |                                                             |                   |  | ещё 3 семейства (согласно Системе APG II) | ещё 3 семейства (согласно Системе APG II)    |                                              |  |  |  | ещё около 80 родов   | ещё около 80 родов   |  |  |
|  |                                      |  |                                                             | порядок Бобовоцветные                                       |                   |  |                                           |                                              | подсемейство Мимозовые                       |  |  |  |                      | вид Акация изогнутая |  |  |
|  |                                      |  |                                                             | порядок Бобовоцветные                                       |                   |  |                                           |                                              | подсемейство Мимозовые                       |  |  |  |                      | вид Акация изогнутая |  |  |
|  | отдел Цветковые, или Покрытосеменные |  |                                                             |                                                             | семейство Бобовые |  |                                           |                                              | род Акация                                   |  |  |  |                      |                      |  |  |
|  | отдел Цветковые, или Покрытосеменные |  |                                                             |                                                             |                   |  |                                           |                                              |                                              |  |  |  |                      |                      |  |  |
|  |                                      |  | ещё 44 порядка цветковых растений (согласно Системе APG II) | ещё 44 порядка цветковых растений (согласно Системе APG II) |                   |  |                                           | ещё 2 подсемейства (согласно Системе APG II) | ещё 2 подсемейства (согласно Системе APG II) |  |  |  | ещё около 1300 видов |                      |  |  |
|  |                                      |  |                                                             | ещё 44 порядка цветковых растений (согласно Системе APG II) |                   |  |                                           |                                              | ещё 2 подсемейства (согласно Системе APG II) |  |  |  |                      |                      |  |  |